# (73309) 2002 JC75
(73309) 2002 JC75 – planetoida z pasa głównego asteroid okrążająca Słońce w ciągu 3,56 lat w średniej odległości 2,33 j.a. Odkryta 9 maja 2002 roku.